# Fernando Nava (futbolista)
Fernando Nava Ortega (Santa Cruz de la Sierra, 8 de junio de 2004) es un futbolista boliviano. Juega como centrocampista en Oriente Petrolero de la Primera División de Bolivia.

## Trayectoria

### Inicios
A los doce años formaba parte de Bolivia 2022. Llegó a Curitiba en 2022 para unirse al Athletico Paranaense.
En marzo de 2024 se unió al Santos. Se convirtió en uno de los tres bolivianos en la plantilla del club juntó a Miguel Terceros y Enzo Monteiro.

### Oriente Petrolero
En 2025 finalmente optó volver a Bolivia para jugar en Oriente Petrolero.

## Selección nacional

### Categorías inferiores
| Torneo                      | Sede      | Resultado    | Partidos | Goles |
| --------------------------- | --------- | ------------ | -------- | ----- |
| Sudamericano Sub-20 de 2023 | Colombia  | Primera fase | 4        | 1     |
| Sudamericano Sub-23 de 2024 | Venezuela | Primera fase | 3        | 0     |
| Total                       | Total     | Total        | 7        | 1     |

### Selección absoluta
Nava hizo su debut internacional absoluto con la selección boliviana de la mano de Gustavo Costas el 27 de agosto de 2023 en un amistoso contra Panamá. Entrando como suplente en el segundo tiempo en sustitución de Diego Medina.
| Selección boliviana | Selección boliviana | Selección boliviana |
| Año                 | Partidos            | Goles               |
| ------------------- | ------------------- | ------------------- |
| 2023                | 1                   | 0                   |
| Total               | 1                   | 0                   |

## Clubes
| Club              | País    | Año           |
| ----------------- | ------- | ------------- |
| Oriente Petrolero | Bolivia | 2025-presente |